# Neuer Jüdischer Friedhof (Bremke)

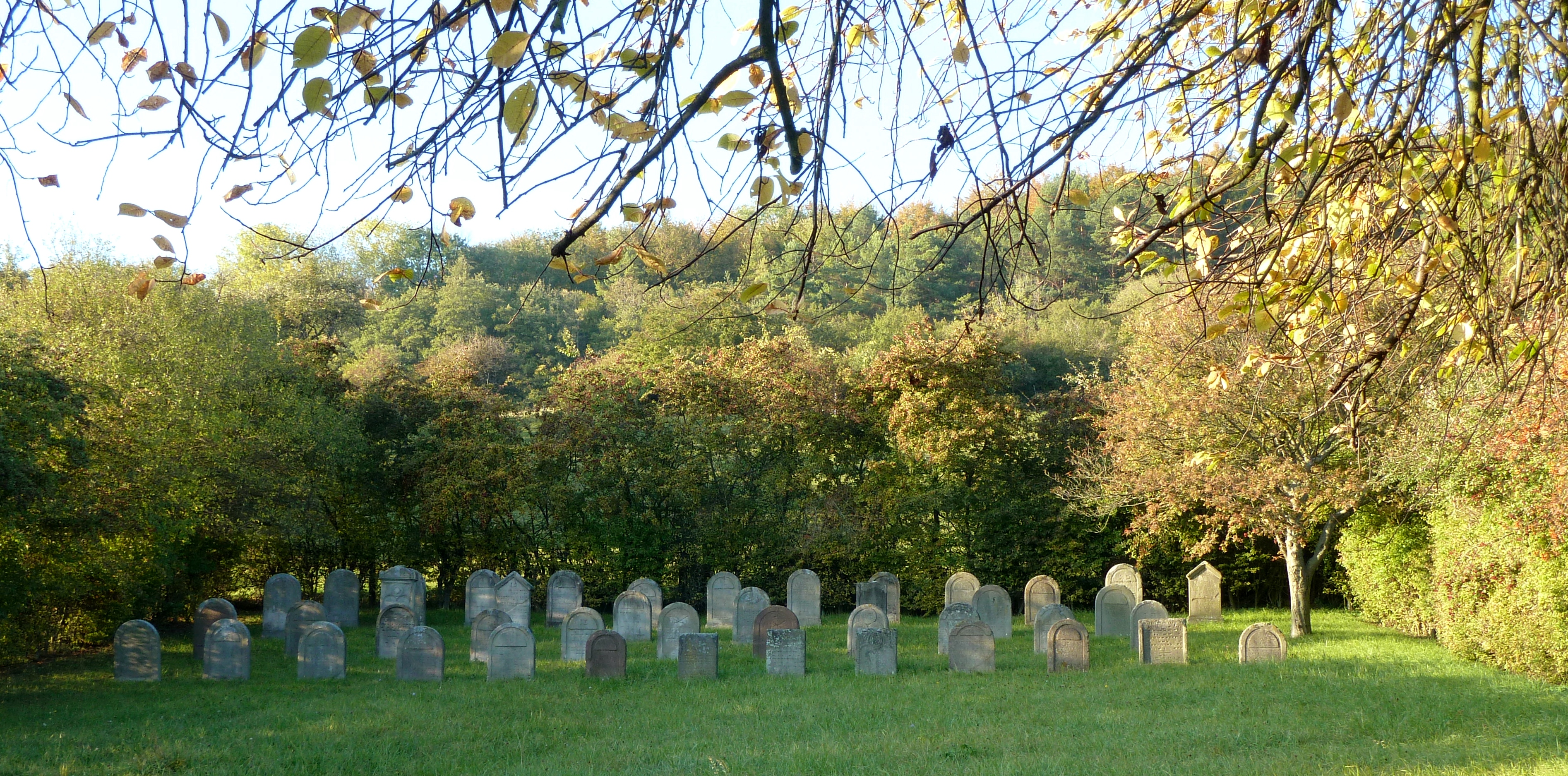
Blick auf den Friedhof

Der Neue jüdische Friedhof Bremke ist ein Jüdischer Friedhof bei Bremke in der Gemeinde Gleichen (Landkreis Göttingen, Niedersachsen).

## Lage

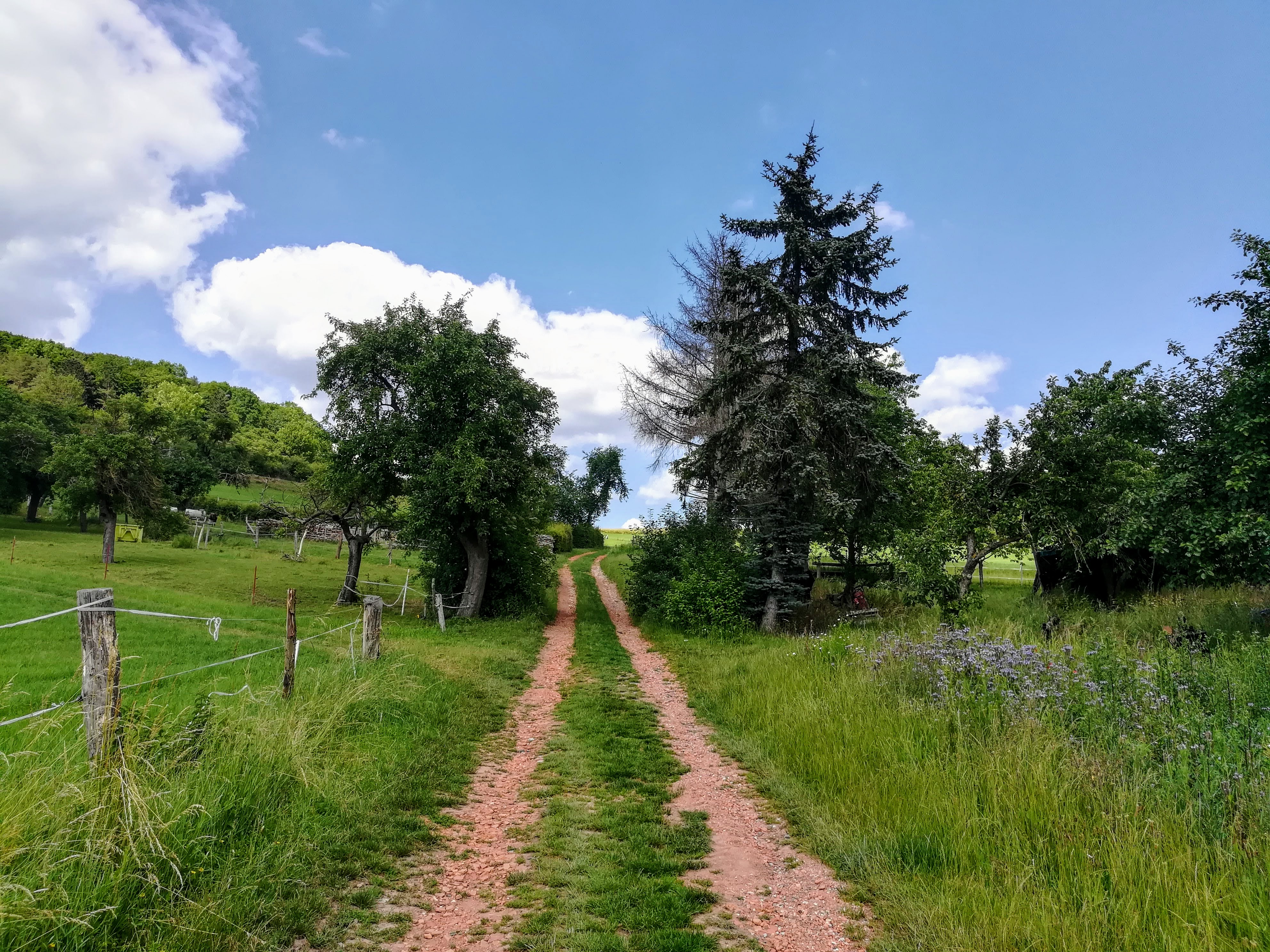
Feldweg zum Friedhof

Der Friedhof befindet sich nordöstlich des Dorfes am unteren südlichen Hang des Eschenbergs nahe der Straße nach Sennickerode („Haspel“).

## Geschichte
Nachdem der alte Friedhof innerhalb des Ortes an der Heiligenstädter Straße voll belegt war, wurde 1844 der neue Friedhof am Eschenberg angelegt. Mitte des 19. Jahrhunderts waren 17 Prozent der Einwohner Bremkes jüdischen Glaubens. Die Bremker Synagoge wurde am 10. November 1938 niedergebrannt. Das Friedhofsgrundstück wurde 1944 in Privatbesitz überführt und landwirtschaftlich genutzt, die Grabsteine wurden entfernt und teilweise zerschlagen.
Heute ist das Gelände wieder hergerichtet und 44 erhaltene Grabsteine sind dort aufgestellt. Der jüdische Friedhof ist als Baudenkmal ausgewiesen.

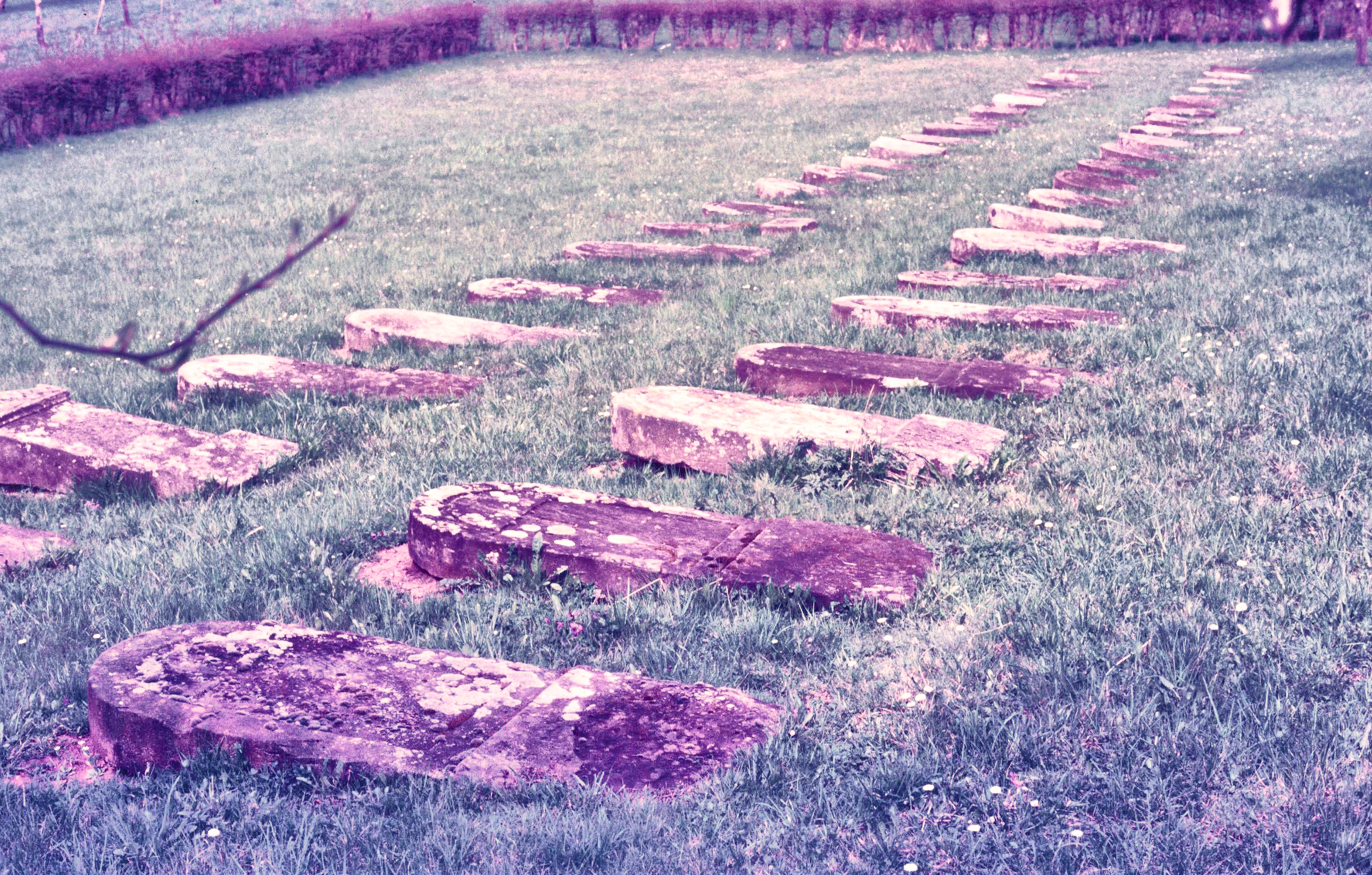
Mazewot im Jahr 1985, damals noch liegend
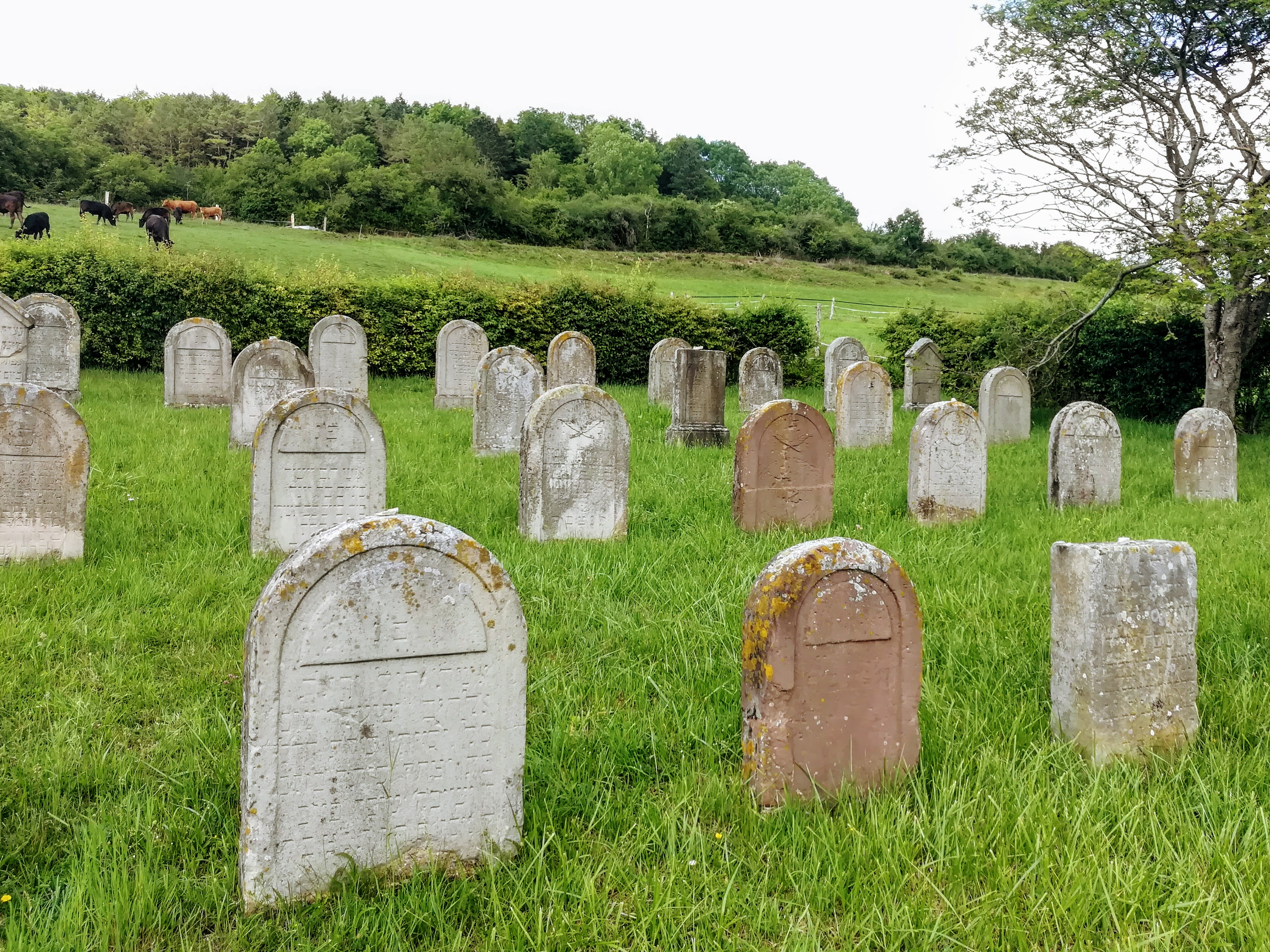
Neuer Friedhof (Juni 2020)
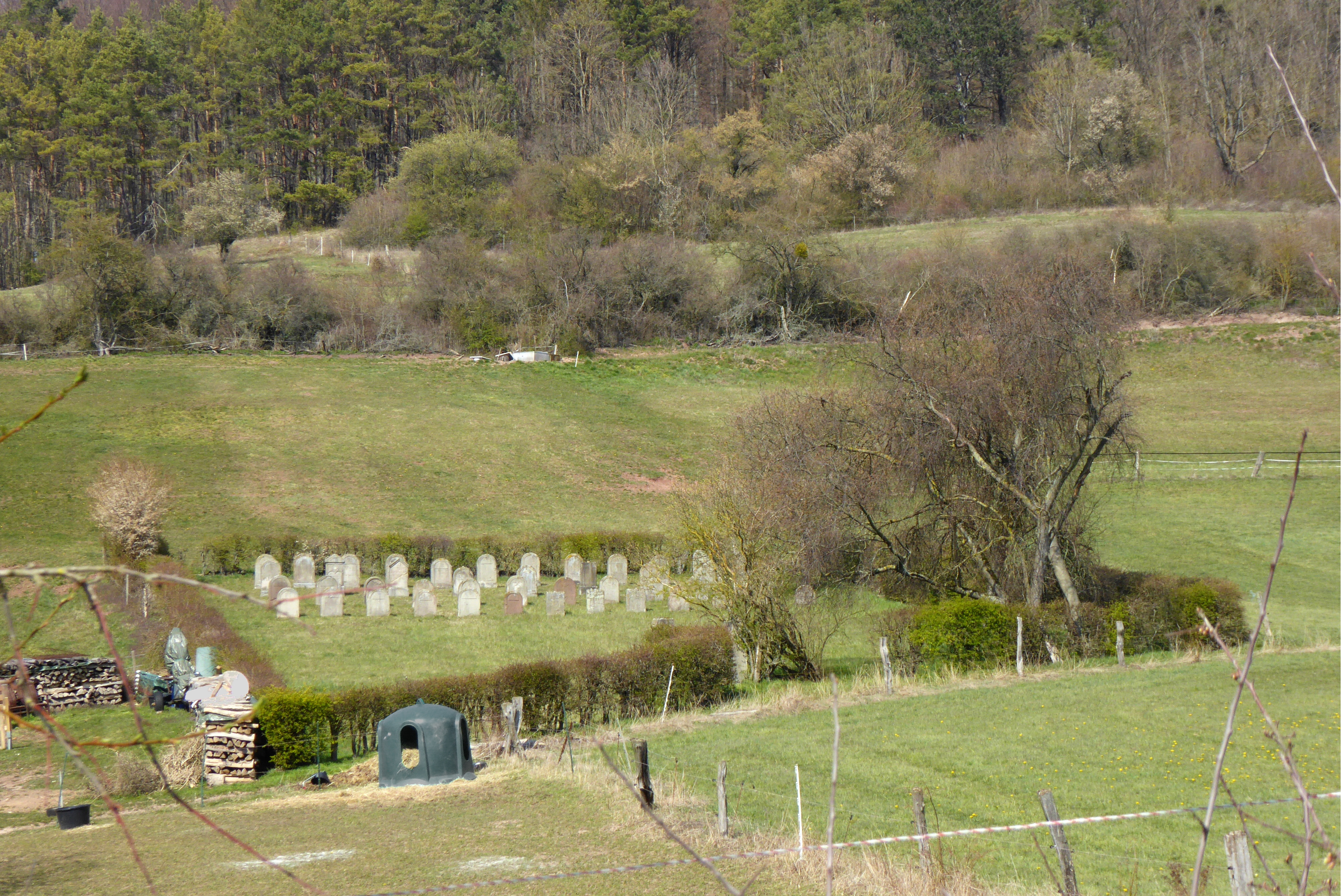
Blick auf den Friedhof